# Linden Travers
Florence Lindon Travers (Houghton-le-Spring; 27 de mayo de 1913 - St Ives; 23 de octubre de 2001), conocida artísticamente como Linden Travers, fue una actriz británica de cine, teatro y televisión. Es principalmente conocida por encabezar varias producciones teatrales en los teatros del West End londinense y numerosas películas de comedia y suspense en la gran pantalla, principalmente durante las décadas de 1930 y 1940.

## Biografía

### Infancia y juventud
Linden Travers nació el 27 de mayo de 1913 en la localidad de Houghton-le-Spring en el condado de Durham (Reino Unido), hija de Florence (de soltera Wheatley) y William Halton Lindon Travers. Su hermano era el también actor Bill Travers, asistió a la escuela La Sagesse School en Newcastle upon Tyne.

### Carrera
Hizo su primera aparición teatral en el Newcastle Playhouse en 1933.  Al año siguiente, Hizo su debut en la escena teatral londinense en el West End, donde interpretó el papel principal en Murder In Mayfair, de Ivor Novello. Allí conoció a su futuro primer marido, Guy Leon, cuya hermana estaba en el reparto. posteriormente alternó papeles tanto en el escenario como en la gran pantalla, dichos papeles principalmente eran de mujer fatal o bien comedias ligeras. Al año siguiente, en 1935, apareció en su primera película, Children of the Fog.
En los siguientes años trabajó para el director británico Carol Reed interpretando varios papeles menores, en películas comoː Bank Holiday (1938) y Las estrellas miran hacia abajo (1939), ambas protagonizadas por Margaret Lockwood. Fue la contraparte de Tommy Trinder en Almost a Honeymoon (1938). Una de sus actuaciones más recordadas fue la de Mrs. Todhunter en Alarma en el expreso (The Lady Vanishes) (1938) de Alfred Hitchcock. También, tuvo un papel secundario en la película de comedia, suspense y misterio El tren fantasma (1941), fue el interés amoroso de George Formby en South American George (1941) y participó en la película de antología Quartet (1948) dividida en cuatro segmentos, cada uno basado en una historia distinta del escritor británico W. Somerset Maugham.
Posteriormente interpretó el papel secundario de Margaret Lockwood en Jassy la adivina (1947), también interpretó a Augusta Leigh, en The Bad Lord Byron (1949) una película dramática histórica británica centrada en la vida del poeta Lord Byron, dirigida por David MacDonald. Su carrera consistió principalmente en papeles secundarios, pero también interpretó algunos papeles principales, el más importante fue el de Miss Blandish tanto en la bien recibida adaptación teatral de 1942 como en la versión cinematográfica de 1948 ambas basadas en la novela de James Hadley Chase de 1939 El secuestro de miss Blandish.
En el momento de su estreno la película provocó una enorme controversia debido a los altos niveles de violencia y a las bastante explícitas (para la época) escenas de sexo, la crítica británica dijo que era: «la exhibición más repugnante de brutalidad, perversión, sexo y sadismo que jamás se haya mostrado en una pantalla de cine». A pesar de las críticas y de que muchos cines se negaran a proyectar la película, está, batió récords de taquilla en Gran Bretaña, en aquellos territorios donde no estuvo prohibida. En 1949 participó en el que a la postre fue su último largometraje Christopher Columbus, basada libremente en la novela Columbus de 1941 de Rafael Sabatini con gran parte del guion reescrito por Sydney Box y Muriel Box.
Después de su segundo matrimonio con James Holman en 1948 y el nacimiento de su hija, Sally Linden, al año siguiente, se limitó a realizar apariciones muy esporádicas en televisión. Sin embargo continuó pintando y, con sus hermanas Alice y Pearl, abrió la Travers Art Gallery en Kensington en 1969. En 1974 después de la muerte de esposo, pasó algunos años viajando, antes de establecerse definitivamente en St Ives, en Cornualles, donde dedicaba la mayor parte de su tiempo a pintar.
En 1999 participó en el programa de televisión Reputations: Hitch: Alfred the Great, rindiendo homenaje a Alfred Hitchcock, el hombre que la había dirigido sesenta años antes, en la película Alarma en el expreso. Murió el 23 de octubre de 2001 a los 88 años de edad en su residencia de St Ives. Su hija Susan Travers (n. 1939) también es actriz, ya retirada.

## Filmografía
| Año  | Título                          | Personaje                 | Notas                          | Ref.   |
| ---- | ------------------------------- | ------------------------- | ------------------------------ | ------ |
| 1935 | Children of the Fog             | Polly Mortimer            |                                |        |
| 1936 | Wednesday's Luck                | Mimi                      |                                |        |
| 1937 | Fierecilla sin domar            | Mujer en el club nocturno | Sin acreditar                  |        |
| 1937 | London Melody                   | Rita                      | Cortometraje                   |        |
| 1937 | Éxtasis fugaz                   | Helen Norwood Bernardy    |                                |        |
| 1937 | Against the Tide                | Mary Poole                |                                |        |
| 1937 | The Last Adventurers            | Ann Arkell                |                                |        |
| 1938 | El amor manda                   | Ann Howard                |                                |        |
| 1938 | Almost a Honeymoon              | Patricia Quilter          |                                |        |
| 1938 | The Terror                      | Mary Redmayne             |                                |        |
| 1938 | Alarma en el expreso            | Mrs. Todhunter            | Dirigida por Alfred Hitchcock  | [ 2 ]  |
| 1939 | Inspector Hornleigh on Holiday  | Miss Ángela Meadows       |                                |        |
| 1940 | Las estrellas miran hacia abajo | Mrs. Laura Millington     | Dirigida por Carol Reed        |        |
| 1941 | El tren fantasma                | Julia Price               |                                | [ 14 ] |
| 1941 | South American George           | Carole Dean               |                                |        |
| 1942 | The Seventh Survivor            | Gillian Chase             |                                |        |
| 1942 | La muchacha del millón          | Joan Walton               |                                | [ 15 ] |
| 1946 | Beware of Pity                  | Ilona Domansky            |                                |        |
| 1947 | Jassy la adivina                | Mrs. Helmar               |                                |        |
| 1947 | Master of Bankdam               | Clara Baker               |                                |        |
| 1948 | No orchids for Miss Blandish    | Miss Blandish             |                                | [ 16 ] |
| 1948 | Quartet                         | Daphne                    | Segmentoː «The Colonel's Lady» |        |
| 1949 | The Bad Lord Byron              | Augusta Leigh             |                                |        |
| 1949 | Christopher Columbus            | Beatriz de Peraza         | Su último largometraje         |        |
| 1949 | Don't Ever Leave Me             | Mary Lamont               |                                |        |
| 1955 | The Vise                        | Muriel Bexley             | Episodioː «The Schemer»        |        |
| 1960 | Investigador submarino          | Martha Loring             | Episodioː «The Catalyst»       |        |
| 1963 | The Lloyd Bridges Show          | Sirvienta                 | Episodioː «Gym in January»     |        |
| 1988 | Juego, set y partido            | Mrs. Samson               | 3 episodios                    |        |